# 王功
23°57′53.2″N 120°20′30.6″E / 23.964778°N 120.341833°E
王功，舊稱王宮，是台灣彰化縣芳苑鄉的一個傳統地域名稱，也是縣道148線起點，位於芳苑鄉西部。相較於今日行政區，範圍大致為新寶村東南部邊界地帶、王功村不含漁港一路以西地區、和平村（台61線以東部分）、民生村、興仁村不含東部。
王功的興盛衰落全與漁港緊連，境內寺廟於此時期內應運而生，如：壽山宮、福海宮皆是當地居民的重要信仰，後期發展成觀光及美食，如：王功夕照成為王功漁火節活動主題，以及芳漢路是以蚵嗲為主的美食街。如今，王功為一觀光兼具商業的市集。

## 歷史
王功地名的由來（下堡庄改名王功）：

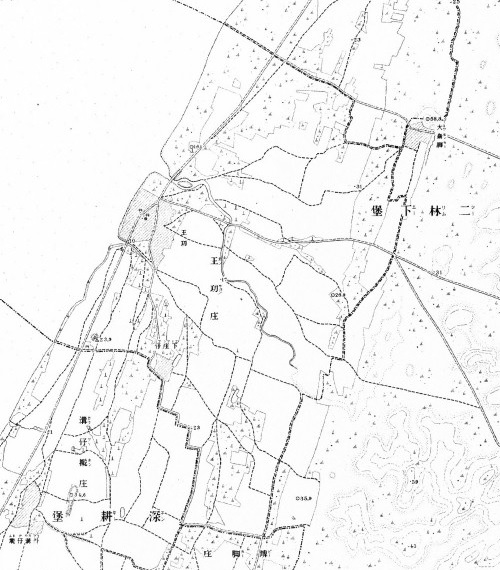
在《臺灣堡圖》可見到1904年描繪當地的地圖是寫「王功庄」（點入可放大圖像）

乾隆末期至嘉慶年間，來此墾荒已近百戶，此時台閩沿海，海盜橫行，搶劫、奪財、殺人、放火，人人聞盜喪膽，本庄為台閩往來港口之一，海盜常靠岸補充糧食，嘉慶辛酉年（西元一八○一年）四月廿一日，族親今財公挑物下船販售，被海盜劫殺，從此再無人敢下船交易。
隔年某嚴冬之夜，海盜蔡牽擬以偷襲方式進港，搶劫財物，庄民均在睡夢中，幸賴鎮庄王爺－池王爺千歲，及時顯靈：身著黃色戰甲，黑面怒目，黑髮長鬚，狀至嚇人，抽鬚一指，化身繩索，將船梱住，動彈不得，海盜首領蔡牽率眾祈求王爺饒恕，池王爺收回繩索，海盜船順利離開，為感謝不殺之恩，蔡牽由大陸載運建材，建造王爺宮，並通令所有海盜不得入侵王爺宮庄，庄民感念王爺護庄有功，遂將本庄由「下堡庄」改名為「王功庄」，供後世子孫永久紀念。引用王功福海宮沿革

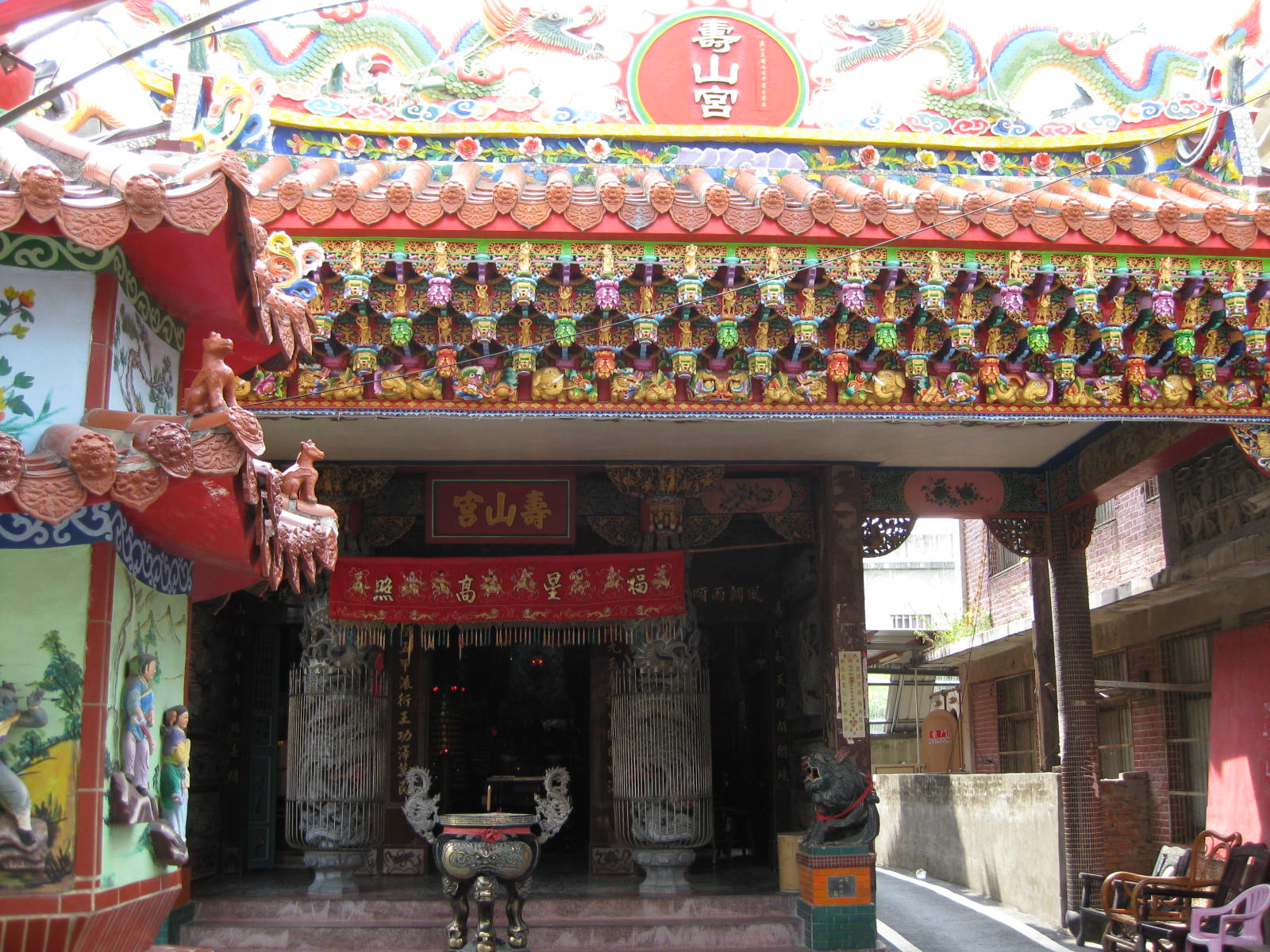
池王爺原祀於王爺宮，今遷祀於壽山宮，為王功歷史的見證。

據知最早開墾王功是林晉璧、林晉玉，兩兄弟自福建同安渡海來台，上岸後就開始徒步尋找開墾地，後來看到如似蓮花般的地方，於是落腳在王功開墾。起初，當時地方上無名可謂之，直到蓋起一座位於海邊的宮廟，主祀池王爺，村民便將池王爺的宮廟做為當地的名字，「王宮」之名由此而生。在1897年（明治三十年）發行的《臺灣假製二十萬分一圖》上，當地即標示為「王宮庄」。後來村民感念王爺的護庄功勞，召開庄民會議決定，特將「王宮」改為「王功」，使王功子孫莫忘王爺的功勞。在1904年（明治三十七年）發行的《臺灣堡圖》上，當地標示為「王功庄」。現今，該廟原址是因貼近於海堤，為顧及池王爺尊像的安危，已遷往內陸的壽山宮取代之。據《煙墩二百年：台灣地區燈塔巡禮》記載，日治時期是使用王宮此名，國民政府遷台後，將「宮」改成「功」，形成今名所見。
清嘉慶年間，鹿港的港道被泥沙淤塞，大型商船轉向南方的王功漁港停舶，藉由舢舨這類小型船向北至鹿港運送，當時王功至鹿港之間的外海淤積一條長洲，而成了與海岸線隔一條海溝，因此受到長洲的屏障，往鹿港的小型船行經這條海溝得以平穩抵達，使王功漁港成為了鹿港的外港，也間接地促使鹿港郊商捐款至王功建廟，比如：福海宮原是彰化縣令楊桂森倡議興建，後來辭官而停工，由鹿港海防同知鄧傳安接手，在鹿港郊商資助下得以完工，成為王功第一座媽祖廟。好景不長，王功的港道在清道光年間淤塞，直到國民政府遷台後，先進行1966年至1968年填海造地，完成總面積462公頃的海埔新生地是做為魚塭養殖，翌年完成王功漁港濬深工程，才有改善港道淤塞的情況，可使較舢舨大型的漁船進出，但南北相距甚遠的燈塔，無法照映王功外海的船艘，關稅總局於1983年在王功漁港興建高37.4公尺燈塔一座，呈現黑白相間直條紋塔身。

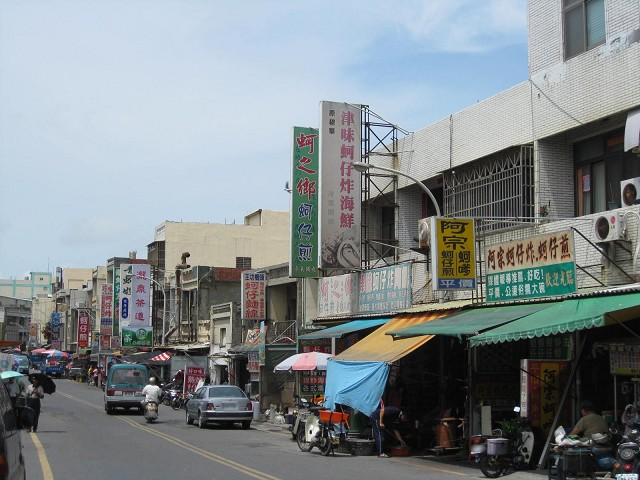
芳漢路行經王功，兩旁可見蚵嗲、蚵仔煎店家林立。

王功與鹿港皆有三百餘年養蚵歷史，早期是採用插篊法養殖，由於直接將竹竿插入海灘地，會有長時間浸泡於海水中而易腐蝕現象出現，並有易受蚵螺等蟲害會影響收益，如今王功外海佈滿蚵田，大多是屬平掛方式養殖，可見蚵車在蚵田間道路上進出，擁有高載運、機動佳的收益，在近海養殖人家已甚少使用筏類船艘運送。一上岸後，自王功漁港開始沿堤防道路往東而行，道路旁林立海鮮店，至王功市區的芳漢路上，長約740公尺兩旁皆是蚵類炸食的小吃店，其實在1996年前，芳漢路只有幾家專賣蚵嗲的店家，舉辦「王功甦醒」活動後才有很大改變。
王功已於2000年代開始，轉型朝向觀光與美食發展，如：王功市區的芳漢路是以美食街轉型成形象商圈，以及「王功漁火節」在2005年開始舉辦，其名是自王功觀看台灣海峽夕照，漁民仍在海上行船，景似點點星火般而得。

## 地理

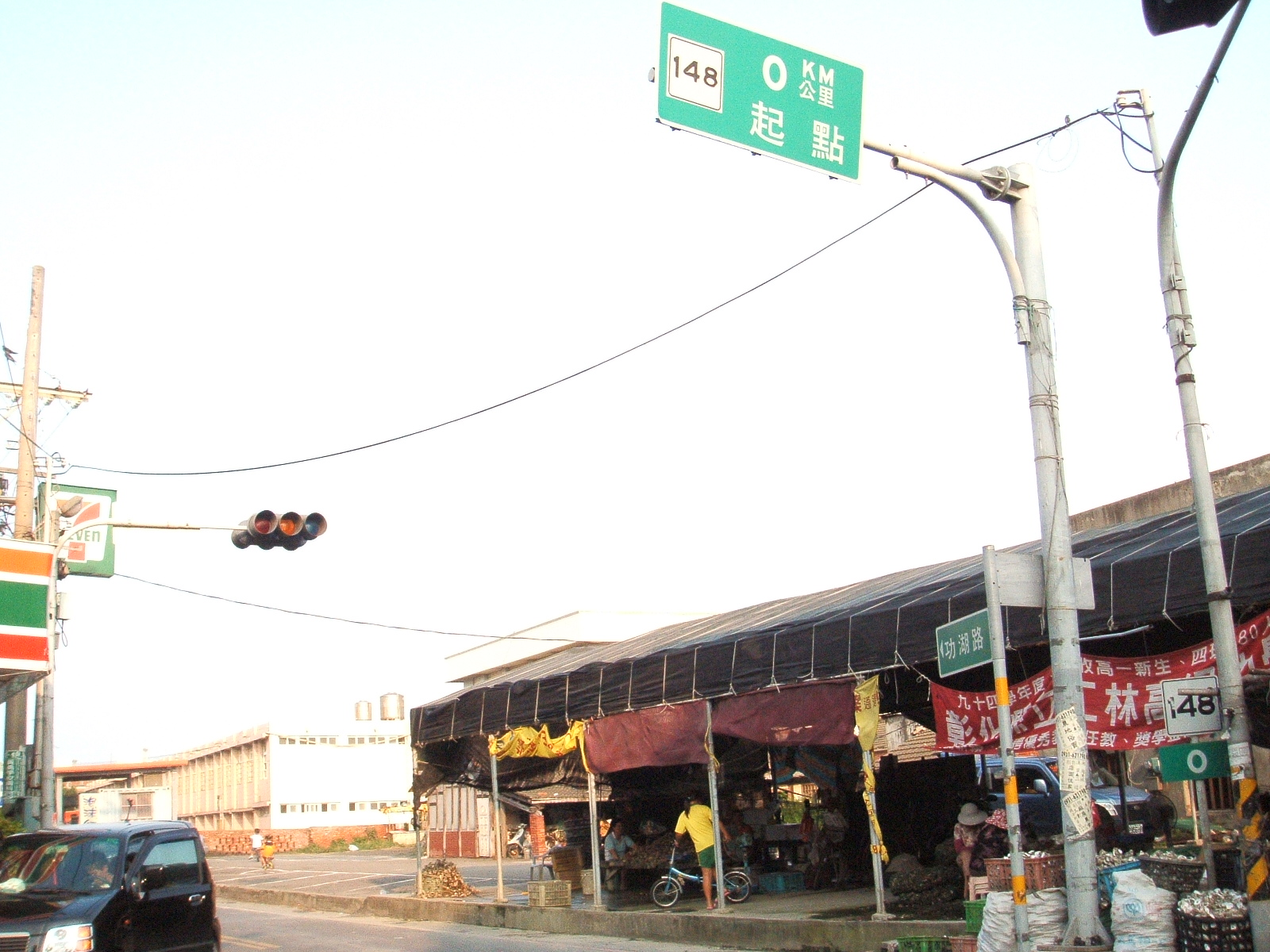
王功是縣道148公路起點。

王功位於王功、博愛、和平、民生及興仁等五村交界，為一街道縱橫，巷道密佈的聚落,南北向有芳漢路穿過，台17線肩任外環道功能，繞行於王功之東，上達鹿港，下至鄉治芳苑村，並由縣道148線向東橫亙彰化平原，直達公路的終點草屯，使王功的交通網絡了彰化與南投的城鎮
西臨台灣海峽的王功，位居彰化平原西南地帶，由麥嶼厝溪至西螺溪沿岸一帶，受河道多次變遷，河口出海地點隨之游移，致使這一帶沿岸外海注入泥沙，逐漸形成多處的海埔地及沙洲，因此王功的地質是深受濁水溪影響，是極富砂、礫、黏土的粘板岩沖積土，唯有沿海一帶是受海水鹽份影響，土質已成鹽土，加上地層下陷，最深達26公分，甚為不利於人造建築與農作之用。

## 大眾運輸
- 員林客運
  - 6708 鹿港－王功
  - 6710 二林－王功
  - 6738 臺中－王功

## 名人
- 洪耀福：臺灣政治人物；前民主進步黨第21任秘書長。曾任嘉義縣政府計劃室主任、觀光局長。
- 李俊德：現任彰化縣政府新聞處處長曾任彰化縣政府秘書處秘書，前縣長卓伯源文宣編輯，彰化縣文化局副局長，彰化縣議會主任，彰化縣議會秘書長，彰化縣政府參議，彰化縣政府計畫處處長，彰化縣立文化中心主任，其父為王功國小退休教師。

## 釋
1. ↑  依《大家來寫村史：甦醒中的王功》指出確切地點是在下莊子，位於王功之南，轄屬永興、興仁兩村之界。
2. ↑  《芳苑鄉志》（歷史篇）記載較為詳細，當時海堤是以泥土堆砌而成，每逢大浪便有危及王爺宮之虞，至1950年代才改成混凝土。
3. ↑  內陸指王功市區內，該廟位於新興巷。
4. ↑  在《大家來寫村史：甦醒中的王功》有指出，海埔地原計畫做為稻田農作，因不耐海風而轉至養殖業。
5. ↑  依關稅總局簡介與《煙墩二百年：台灣燈塔巡禮》得知，當時關稅總局是稱做海關總稅務司署，燈塔完工後而名為芳苑燈塔。
6. ↑  蚵車是具有引擎動力，專為採收蚵而設計的載運工具，在《王功地區蚵田文化景觀及產業發展之研究》有對蚵車詳細記載。

## 外部連結
- 【台灣，你好！】沙發環島空拍鷹眼系列 - 2015/7/26 彰化王功與燈塔 卷一 （页面存档备份，存于）
- 【台灣，你好！】沙發環島空拍鷹眼系列 - 2015/7/26 彰化芳苑王功魚塭小徑 卷一 （页面存档备份，存于）
- 【台灣，你好！】沙發環島空拍鷹眼系列 - 2015/7/25 彰化王功蚵田 卷一